# 陈叔隆
陳叔隆（？－605年后），字子远，陳宣帝陈頊第三十二子，母亲是秦姬。
至德四年（586年）二月十五丙申日，陈后主立陳叔隆为新宁王。祯明三年（589年），陈朝灭亡，陳叔隆入隋。于长安去世。